# Firblad (art)
Firblad (Paris quadrifolia) er en 15-30 cm høj urt, der vokser på fugtig muldbund i løvskove. Blomsterne er gulgrønne, mens frugterne er blåsorte bær. Arten findes i den østlige del af Danmark.

## Beskrivelse
Firblad er en flerårig, urteagtig plante med en opret, parasolagtig vækst. Via udløbere kan arten danne bunddækkende tæpper. Stænglen bærer 4 kransstillede, omvendt ægformede blade med hel rand. Oversiden er græsgrøn med let rynket overflade og ganske fin behåring, mens undersiden kun er en smule lysere.
Blomstringen sker i maj-juni, hvor man finder den enlige, endestillede blomst hævet over bladkransen. Blomsten er regelmæssig og 4-tallig med 8 spidse og gulgrønne blosterblade i to kranse. Frugten er et mørkeblåt bær med fire rum og mange frø.
Rodnettet består af krybende jordstængler og trævlede rødder.
Planten når en størrelse på 25 x 25 cm.

## Voksested
Firblad er udbredt i Kaukasus, Sibirien og det meste af Europa, herunder i den østlige del af Danmark. Den foretrækker muldbund i fugtige og næringsrige voksesteder i løvskove. I Danmark er det ofte askevæld. Sydpå er det ofte under let skyggede ege- og bøgeskove i floddale eller i bjergskove.
I 1.760 m højde på nordsiden af Karawanken i Kärnten, Østrig, vokser arten i kalkspalter sammen med bl.a. dværgalperose, glat brilleskulpe, grøn radeløv, håret alperose, lodden høgeurt, Minuartia austriaca (en art af norel), nibladet springklap, rød alpesalat, stinkende storkenæb, topspirende pileurt, Valeriana saxatilis (en art af baldrian) og ægte stormhat

## Giftig
Hele planten, men især bærret, er giftig. Det skyldes et indhold af giftige steroidsaponiner og glykosiderne paridin, paristyphnin og pennogenin.
| Portal | Portal:Botanik |

## Note
1. ↑  Thomas Glantschnig: Festuca pumila in den Zentralalpen Kärntens (tysk)